# Notre-Dame-du-Pré
Notre-Dame-du-Pré là một xã thuộc tỉnh Savoie trong vùng Auvergne-Rhône-Alpes ở đông nam nước Pháp.